# Lanier Bartlett
Lanier Bartlett est un scénariste américain né le 23 novembre 1879 à Oakland, Californie (États-Unis), décédé le 24 juin 1961 dans le comté d'Orange (États-Unis).

## Filmographie
- 1910 : The Schoolmaster of Mariposa, d'après son histoire
- 1911 : The Curse of the Redman
- 1911 : In Old California When the Gringos Came
- 1911 : The Profligate
- 1911 : Kit Carson's Wooing
- 1911 : How They Stopped the Run on the Bank
- 1912 : Sergeant Byrne of the Northwest Mounted Police
- 1912 : The Indelible Stain
- 1912 : A Humble Hero de Frank Montgomery
- 1912 : The Vintage of Fate
- 1912 : The New Woman and the Lion
- 1912 : The Love of an Island Maid
- 1912 : The Lake of Dreams
- 1912 : The Professor's Wooing
- 1912 : The Little Indian Martyr
- 1912 : Bunkie
- 1912 : The Great Drought, d'après son histoire
- 1912 : The Fisherboy's Faith
- 1912 : Sammy Orpheus ou The Pied Piper of the Jungle
- 1912 : The Little Organ Player of San Juan
- 1913 : The Burglar Who Robbed Death de Lem B. Parker
- 1913 : Greater Wealth
- 1913 : The Flaming Forge
- 1913 : Vengeance Is Mine
- 1913 : In the Long Ago
- 1913 : Hope (seulement histoire)
- 1913 : The Master of the Garden, d'après son histoire
- 1914 : The Tragedy of Ambition, d'après son histoire
- 1914 : The Mother Heart, d'après son histoire
- 1914 : Tested by Fire
- 1914 : The Spoilers
- 1914 : The Story of the Blood Red Rose
- 1915 : Ebb Tide
- 1915 : Youth
- 1915 : The Rosary
- 1915 : Just as I Am, d'après son histoire
- 1916 : The Ne'er Do Well
- 1916 : The Devil-in-Chief
- 1917 : Her Heart's Desire
- 1917 : The Love of Madge O'Mara
- 1917 : Princess of the Dark de Charles Miller
- 1918 : Tongues of Flame
- 1918 : Madame Sphinx de Thomas N. Heffron
- 1921 : The Servant in the House
- 1926 : The Arizona Streak